# Tema (linguística)
Em semântica, disciplina da linguística, denomina-se Tema (palavra vinda do Latim thema, vindo por sua vez de uma palavra grega, traduzível como «o que é proposto») o elemento de um enunciado que é tido como conhecido por aqueles que participam de uma conversação. Na tradição linguística anglófona é usado o termo topic, que pode ser traduzido para o português como tópico.
O “tema” se opõe ao “rema” (ou objetivo), que é a informação nova trazida por um enunciado. Veja-se, por exemplo, a frase « Tua avó pratica ciclismo », o tema é « tua avó » (elemento suposto como conhecido e compreendido por quem fala e pelo interlocutor) e o rema é «prática ciclismo ». Resumidamente, se pode dizer de forma simples: o tema é de que ou de quem se fala; o rema é o que se diz sobre esse que ou quem.
O tema não é obrigatoriamente expresso pela função sintática de sujeito (gramática) da frase. Exemplo: « Tua avó, eu a conheço bem ».  « Tua avó » continua sendo o tema, mas ocupa a função de complemento do objeto direto

## Morfologia
Em morfologia, o tema é o conjunto constituído por um radical mais seus afixos, porém, sem incluir a desinência nominal ou verbal.